# Авзак Пра Лаит
Авзак Пра Лаит (фр. Avezac-Prat-Lahitte) насеље је и општина у јужној Француској у региону Миди Пирене, у департману Горњи Пиринеји која припада префектури Бањер де Бигор.
По подацима из 2011. године у општини је живело 565 становника, а густина насељености је износила 31,72 становника/km². Општина се простире на површини од 17,81 km². Налази се на средњој надморској висини од 650 метара (максималној 733 m, а минималној 380 m).

## Демографија
| 1962. | 1968. | 1975. | 1982. | 1990. | 1999. | 2011. |
| ----- | ----- | ----- | ----- | ----- | ----- | ----- |
| 538   | 544   | 622   | 600   | 596   | 514   | 565   |

График промене броја становника у току последњих година